# コラード・アルバロ

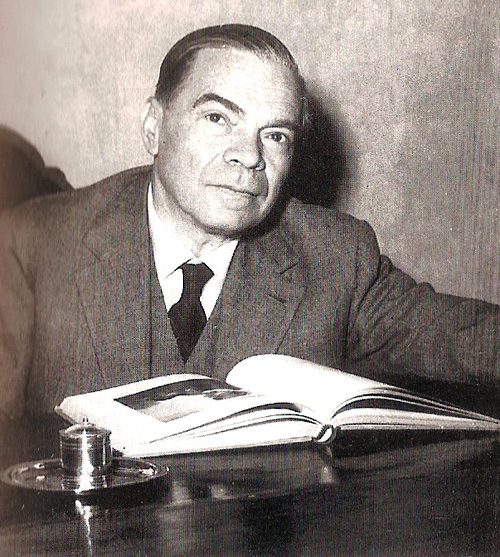
1920年代に撮影されたアルバロ

コラード・アルバロ（イタリア語:Corrado Alvaro、1895年4月15日 - 1956年6月11日）は、イタリアサン・ルーカ出身の詩人、小説家、ジャーナリスト。
1951年に同国出身の小説家であるジョヴァンニ・ヴェルガのヴェリズモの影響を受けて『ある作家の日々（Quasi una vita）』を著してイタリア文学界最高の賞とされるストレーガ賞を受賞した。

## 生涯
1895年4月15日、イタリアカラブリア州のサン・ルーカに小学校の教師を務めていた父、アントニオ（Antonio）の元に生まれる。ローマやウンブリア州でイエズス会、ボーディングスクールにて教育を受けた。
1915年1月に第一次世界大戦のためフィレンツェに歩兵として配属されたが、両腕を負傷しイタリア軍の病院で過ごした。なお、1917年に第一次世界大戦に参戦した自身の体験を基に詩集『灰緑色の詩集（Poesie grigioverdi）』を著す。
1917年以降より新聞『コリエーレ・デラ・セラ』、『en:il Resto del Carlino』にジャーナリストとして務めた。
1919年に文学の学位を修得し、ミラノ大学を卒業する。その後もジャーナリストとして国内及びトルコ、ギリシャ、ロシアを旅行した。
1926年に処女小説『迷路の中の男（L'uomo nel labirinto）』を著すが、アルバロは反ファシズム支持者であったためファシズムに押されて亡命を余儀なくされた。
1930年に西ヨーロッパやロシアを放浪した。なお、1938年に自身の放浪を振り返った『L'uomo è forte』を著す。
第二次世界大戦後にイタリアに帰国。その後は日刊新聞の下で編集者として務めた。
1951年に『ある作家の日々（Quasi una vita）』を著してストレーガ賞を受賞。
1956年6月11日、ローマで亡くなる。

## 作品
- Polsi, nell'arte, nella leggenda, e nella storia (1912)
- Poesie grigioverdi (1917)
- La siepe e l'orto (1920)
- L'uomo del labirinto (1926)
- L'amata alla finestra (1929)
- Vent'anni (1930)
- Gente in Aspromonte (Revolt in Aspromonte, 1930)
- La signora dell'isola; racconti (1931)
- Maestri del diluvio; viaggio nella Russia sovietica (1935)
- L'uomo è forte (Man Is Strong, 1938)
- Incontri d'amore (1940)
- Viaggio in Russia (1943)
- L'età breve (1946; first novel in the series Memorie del mondo sommerso)
- Lunga notte di Medea, tragedia in due tempi (1949)
- Quasi una vita. Giornale di uno scrittore (1950)
- Il nostro tempo e la speranza. Saggi di vita contemporanea (1952)
- Un fatto di cronaca. Settantacinque racconti (1955)
- Colore di Berlino. Viaggio in Germania (2001)